# Seznam brigad po zaporednih številkah (200.–249.)
Seznam brigad po zaporednih številkah - brigade od 200. do 249.

## 200. brigada
Pehotne
- 200. gardna brigada (Združeno kraljestvo)
- 200. motorizirana pehotna brigada (Ruska federacija)
- 200. motorizirana pehotna brigada (Tajvan)

## 201. brigada
Pehotne
- 201. gardna motorizirana brigada (Združeno kraljestvo)
- 201. samostojna pehotna brigada (domača)
- 201. nadomestna brigada (Wehrmacht)
- 201. varnostna brigada (Wehrmacht)

Vojaškoobveščevalne
- 201. vojaškoobveščevalna brigada (ZDA)

## 202. brigada
Pehotne
- 202. samostojna pehotna brigada (domača)
- 202. nadomestna brigada (Wehrmacht)
- 202. varnostna brigada (Wehrmacht)

## 203. brigada
Pehotne
- 203. samostojna pehotna brigada (domača)
- 203. nadomestna brigada (Wehrmacht)
- 203. varnostna brigada (Wehrmacht)

## 204. brigada
Pehotne
- 204. samostojna pehotna brigada (domača)
- 204. nadomestna brigada (Wehrmacht)

## 205. brigada
Pehotne
- 205. samostojna pehotna brigada (domača)
- 205. pehotna brigada (ZDA)

Vojaškoobveščevalne
- 205. vojaškoobveščevalna brigada (ZDA)

## 206. brigada
Pehotne
- 206. samostojna pehotna brigada (domača)
- 206. brigada (VBiH)

## 207. brigada
Pehotne
- 207. samostojna pehotna brigada (domača)

Vojaškoobveščevalne
- 207. vojaškoobveščevalna brigada (ZDA)

## 208. brigada
Pehotne
- 208. samostojna pehotna brigada (domača)
- 208. brigada (VBiH)

RKBO
- 208. samostojna brigada kemične zaščite (ZSSR)

## 209. brigada
Pehotne
- 209. samostojna pehotna brigada (domača)

Artilerijske
- 209. poljska artilerijska brigada (ZDA)

## 210. brigada
Pehotne
- 210. samostojna pehotna brigada (domača)

Artilerijske
- 210. poljska artilerijska brigada (ZDA)

## 211. brigada
Pehotne
- 211. samostojna pehotna brigada (domača)

Oklepne
- 211. oklepna brigada (JLA)
- 211. oklepna brigada (Vojska Jugoslavije)

Artilerijske
- 211. brigada Kraljeve poljske artilerije

## 212. brigada
Pehotne
- 212. samostojna pehotna brigada (domača)

Artilerijske
- 212. poljska artilerijska brigada (ZDA)

## 213. brigada
Pehotne
- 213. samostojna pehotna brigada (domača)

Medicinske
- 213. medicinska brigada (ZDA)

## 214. brigada
Pehotne
- 214. samostojna pehotna brigada (domača)

Artilerijske
- 214. poljska artilerijska brigada (ZDA)

## 215. brigada
Pehotne
- 215. samostojna pehotna brigada (domača)

Artilerijske
- 215. brigada Kraljeve poljske artilerije

## 216. brigada
Pehotne
- 216. samostojna pehotna brigada (domača)

Artilerijske
- 216. brigada Kraljeve poljske artilerije (domača)

## 217. brigada
Pehotne
- 217. samostojna pehotna brigada (domača)

Artilerijske
- 217. brigada Kraljeve poljske artilerije

## 218. brigada
Pehotne
- 218. samostojna pehotna brigada (domača)
- 218. pehotna brigada (ZDA)

## 219. brigada
Pehotne
- 219. samostojna pehotna brigada (domača)

Tankovske
- 219. tankovska brigada (ZSSR)

## 220. brigada
Pehotne
- 220. samostojna pehotna brigada (domača)

Vojaške policije
- 220. brigada vojaške policije (ZDA)

## 221. brigada
Pehotne
- 221. samostojna pehotna brigada (domača)

Vojaške policije
- 221. brigada vojaške policije (ZDA)

## 222. brigada
Pehotne
- 222. samostojna pehotna brigada (domača)

Artilerijske
- 222. brigada Kraljeve poljske artilerije

## 223. brigada
Pehotne
- 223. samostojna pehotna brigada (domača)

Artilerijske
- 223. brigada Kraljeve poljske artilerije
- 223. protiletalska raketna brigada (ZSSR)

## 224. brigada
Pehotne
- 224. samostojna pehotna brigada (domača)

Artilerijske
- 224. poljska artilerijska brigada (ZDA)

## 225. brigada
Pehotne
- 225. samostojna pehotna brigada (domača)

Artilerijske
- 225. brigada Kraljeve poljske artilerije

Logistične
- 225. cevovodna brigada (ZSSR)

## 226. brigada
Pehotne
- 226. pehotna brigada (Združeno kraljestvo)
- 226. samostojna pehotna brigada (domača)

## 227. brigada
Pehotne
- 227. samostojna pehotna brigada (domača)

Artilerijske
- 227. poljska artilerijska brigada (ZDA)

## 228. brigada
Pehotne
- 228. samostojna pehotna brigada (domača)
- 228. motorizirana brigada (JLA)

Komunikacijske
- 228. komunikacijska brigada (ZDA)

## 229. brigada
Pehotne
- 229. pehotna brigada (Združeno kraljestvo)

Medicinske
- 229. medicinska brigada (ZSSR)

## 230. brigada
Pehotne
- 230. pehotna brigada (Združeno kraljestvo)

Artilerijske
- 230. brigada Kraljeve poljske artilerije

## 231. brigada
Pehotne
- 231. pehotna brigada (Združeno kraljestvo)

Artilerijske
- 231. brigada Kraljeve poljske artilerije
- 231. artilerijska brigada (ZSSR)

## 232. brigada
Pehotne
- 232. pehotna brigada (Združeno kraljestvo)

Artilerijske
- 232. brigada Kraljeve poljske artilerije

## 233. brigada
Pehotne
- 233. pehotna brigada (Združeno kraljestvo)

Artilerijske
- 233. brigada Kraljeve poljske artilerije (domača)
- 233. raketna brigada (ZSSR)

## 234. brigada
Pehotne
- 234. pehotna brigada (Združeno kraljestvo)

Artilerijske
- 234. artilerijska brigada (ZSSR)

## 235. brigada
Pehotne
- 235. motorizirana pehotna brigada (Kitajska)

Tankovske
- 235. tankovska brigada (ZSSR)

Artilerijske
- 235. brigada Kraljeve poljske artilerije

## 236. brigada
Tankovske
- 236. tankovska brigada (ZSSR)

Artilerijske
- 236. brigada Kraljeve poljske artilerije

## 237. brigada
Tankovske
- 237. tankovska brigada (ZSSR)

Artilerijske
- 237. brigada Kraljeve poljske artilerije
- 237. havbična artilerijska brigada (ZSSR)

## 238. brigada
Artilerijske
- 238. brigada Kraljeve poljske artilerije (domača)
- 238. havbična artilerijska brigada (ZSSR)

## 240. brigada
Tankovske
- 240. tankovska brigada (ZSSR)

Artilerijske
- 240. brigada Kraljeve poljske artilerije

## 242. brigada
Tankovske
- 242. tankovska brigada (ZSSR)

Artilerijske
- 242. brigada Kraljeve poljske artilerije

## 243. brigada
Pehotne
- 243. motorizirana pehotna brigada (Vojska Jugoslavije)

Oklepne
- 243. oklepna brigada (JLA)

Artilerijske
- 243. brigada Kraljeve poljske artilerije (domača)
- 243. težka havbična artilerijska brigada (ZSSR)

## 244. brigada
Tankovske
- 244. tankovska brigada (ZSSR)

Zračne
- 244. aviacijska brigada (ZDA)

## 245. brigada
Artilerijske
- 245. brigada Kraljeve poljske artilerije

Zračne
- 245. aviacijska brigada (ZDA)

## 246. brigada
RKBO
- 246. brigada RKBO (Vojska Jugoslavije)

Artilerijske
- 246. brigada Kraljeve poljske artilerije

## 248. brigada
Pehotne
- 248. samostojna pehotna brigada (ZSSR)

Tankovske
- 248. tankovska brigada (ZSSR)

Artilerijske
- 248. brigada Kraljeve poljske artilerije (domača)

## 249. brigada
Artilerijske
- 249. brigadajurišnih topov (Wehrmacht)

Marinske
- 249. pomorska pehotna brigada (Severna Koreja)